# پودنتسانا
پودنتسانا (به ایتالیایی: Podenzana) یک کومونه در ایتالیا است که در استان ماسا-کارارا واقع شده‌است.

## خصوصیات
پودنتسانا ۱۷٫۳ کیلومترمربع مساحت و ۱٬۹۴۷ نفر جمعیت دارد و ۳۱۲ متر بالاتر از سطح دریا واقع شده‌است.